# 林少華
林少华（1952年—），中国翻译家，曾任中国海洋大学外国语学院教授，现已退休。因其翻译了日本文学家村上春树的多部作品而在中国大陆为人所知。

## 生平
林少华祖籍山东省蓬莱市，1952年出生于吉林省九台。1968年，初中毕业的他适逢文化大革命，回到乡下务农。
后来他又到吉林大学外文系就读日文专业，并在1975年毕业。尔后他又继续深造并于1982年获吉林大学文学硕士学位。
1982年至1993年期间，林少华与妻子一同任教于暨南大学外语系。1993年他到日本长崎县立大学执教，1996年回国并返回暨南大学文学院任职教授。1999年林少华调往青岛海洋大学任职，2002年曾到东京大学担任特别研究员。

## 作品

### 翻译作品
自1989年漓江文艺出版社获得版权起，林少华就开始翻译村上春树的作品。2001年版权易手上海译文出版社，林少华依然是翻译者。
《当我谈跑步时，我谈些什么》首次出版时，出版方南海出版公司发动“村上‘自传’首次公开征集译者”活动，林少华也有参与，但最终施小炜成为出版方指定翻译者。
虽林少华本人在新经典文化公司获得《1Q84》版权时也表明有意继续担当翻译工作，但未能如愿。
除此以外，林也曾翻译过夏目漱石、芥川龙之介、川端康成、井上靖、东山魁夷等作家的作品。

### 研究作品
2005年，林出版他的研究著作《村上春树和他的作品》。在失去了《当我谈跑步时，我谈些什么》的翻译作出版的机会后，林少华自称“加快了从翻译向创作和学术研究转型的步伐”。2010年出版《为了灵魂的自由——村上春树的文学世界》，总结多年来对村上春树作品翻译的感悟。

### 散文集
2006年林少华的散文集《落花之美》出版，2010年散文集《乡愁与良知》出版。

## 社会活动
2022年4月18日，林少华在视频网站哔哩哔哩注册账号，并开始活跃地更新视频，发表对时事和日本文学赏析，翻译的看法。
2024年4月22日，林少华参与哔哩哔哩的世界读书日活动，制作了一期视频，视频中提到自己建议少读日本文学引发热议。

## 评价
多年对村上春树的作品翻译，使得林少华在某种程度上影响了中国大陆地区读者对村上的作品解读。2007年7月25日由朝日新闻社出版的日本东京大学中文部教授藤井省三著作《村上春树心目中的中国》，认为村上作品用的是“口语体”，林少华用“文语体、书面语体”翻译未能准确传达，相较更推崇叶惠的香港版和赖明珠的台湾版。林少华回应指翻译出意境才是最忠实。

## 林少华翻译作品列表

### 村上作品
- 且听风吟
- 一九七三年的弹子球
- 奇鸟行状录
- 舞！舞！舞！
- 挪威的森林
- 天黑以后
- 斯普特尼克恋人
- 寻羊冒险记
- 国境以南 太阳以西
- 世界尽头与冷酷仙境
- 神的孩子全跳舞
- 海边的卡夫卡
- 爵士乐群英谱
- 村上朝日堂
- 遇到百分百的女孩
- 象厂喜剧
- 去中国的小船
- 萤
- 再袭面包店
- 列克星敦的幽灵
- 朗格汉岛的午后
- 夜半蜘蛛猴
- 羊男的圣诞节
- 村上朝日堂是如何锻造的
- 终究悲哀的外国语
- 旋涡猫的找法
- 电视人
- 旋转木马鏖战记
- 村上朝日堂的卷土重来
- 东京奇谭集
- 村上朝日堂 嗨荷！
- 如果我们的语言是威士忌
- 刺杀骑士团长

### 其余日语作家作品
- 心/夏目漱石
- 哥儿/夏目漱石
- 罗生门/芥川龙之介
- 金阁寺/三岛由纪夫
- 潮骚/三岛由纪夫
- 天人五衰/三岛由纪夫
- 唐招提寺之路/东山魁夷
- 在世界中心呼喚愛/片山恭一
- 世界在你不知道的地方運轉/片山恭一
- 伊豆舞女/川端康成
- 雪国/川端康成
- 蟹工船/小林多喜二
- 失乐园/渡边淳一